# Anatolij Niedbajło
Anatolij Konstantinowicz Niedbajło (ros. Анатолий Константинович Недбайло, ur. 28 stycznia 1923 w Iziumie, zm. 13 maja 2008 w Kijowie) – radziecki generał major lotnictwa, dwukrotny Bohater Związku Radzieckiego (1945).

## Życiorys
Urodził się w ukraińskiej rodzinie robotniczej. Skończył niepełną szkołę średnią i aeroklub w Kramatorsku, od maja 1941 służył w Armii Czerwonej, uczył się w wojskowo-lotniczej szkole pilotów w Woroszyłowgradzie i Czkałowie. Od marca 1943 uczestniczył w wojnie z Niemcami na Froncie Południowym, od października 1943 4 Ukraińskim, a od czerwca 1944 do końca wojny na 3 Białoruskim jako dowódca klucza i od lata 1944 dowódca eskadry 75 gwardyjskiego lotniczego pułku szturmowego. Brał udział w operacji miuskiej, donbaskiej, dnieprowskiej, nikopolsko-krzyworoskiej, krymskiej, białoruskiej, wschodniopruskiej, królewieckiej i zemlandzkiej. Do października 1944 wykonał 130 lotów bojowych, a do końca wojny jeszcze 89 lotów bojowych, prowadząc naloty na siłę żywą i technikę wojskową wroga. Strącił 3 samoloty wroga, był trzykrotnie zestrzelony, a 5 lutego 1944 ciężko ranny w walce. W 1951 ukończył Akademię Wojskowo-Powietrzną i został zastępcą naczelnika wyższej szkoły oficerskiej, a w 1953 wykładowcą Akademii Wojskowo-Powietrznej, następnie w 1956 szefem sztabu lotniczego pułku bombowców ciężkich. W 1957 objął katedrę taktyki i historii sztuki wojennej w wyższej wojskowej szkole inżynieryjnej w Charkowie, w latach 1962–1964 był zastępcą naczelnika kazańskiej szkoły wojskowej, a 1968-1983 zastępcą naczelnika kijowskiej wyższej wojskowej lotniczej szkoły inżynieryjnej, we wrześniu 1983 zakończył służbę wojskową. Od 1970 miał stopień generała majora lotnictwa, po rozpadzie ZSRR prezydent Ukrainy awansował go na generała porucznika.

## Odznaczenia
- Złota Gwiazda Bohatera Związku Radzieckiego (dwukrotnie - 19 kwietnia 1945 i 29 czerwca 1945)
- Order Lenina (19 kwietnia 1945)
- Order Czerwonego Sztandaru (trzykrotnie - 31 października 1943, 17 stycznia 1944 i 29 stycznia 1945)
- Order Aleksandra Newskiego (18 września 1944)
- Order Wojny Ojczyźnianej I klasy (trzykrotnie - 1944, 1945 i 11 marca 1985)
- Order Czerwonej Gwiazdy (dwukrotnie - 23 lipca 1943 i 1982)
- Order „Za służbę Ojczyźnie w Siłach Zbrojnych ZSRR” III klasy (1975)
- Order Bohdana Chmielnickiego I klasy (2005)
- Order Bohdana Chmielnickiego II klasy (5 maja 1999)
- Order Bohdana Chmielnickiego III klasy (7 maja 1995)

I medale.